# 貝凱什區

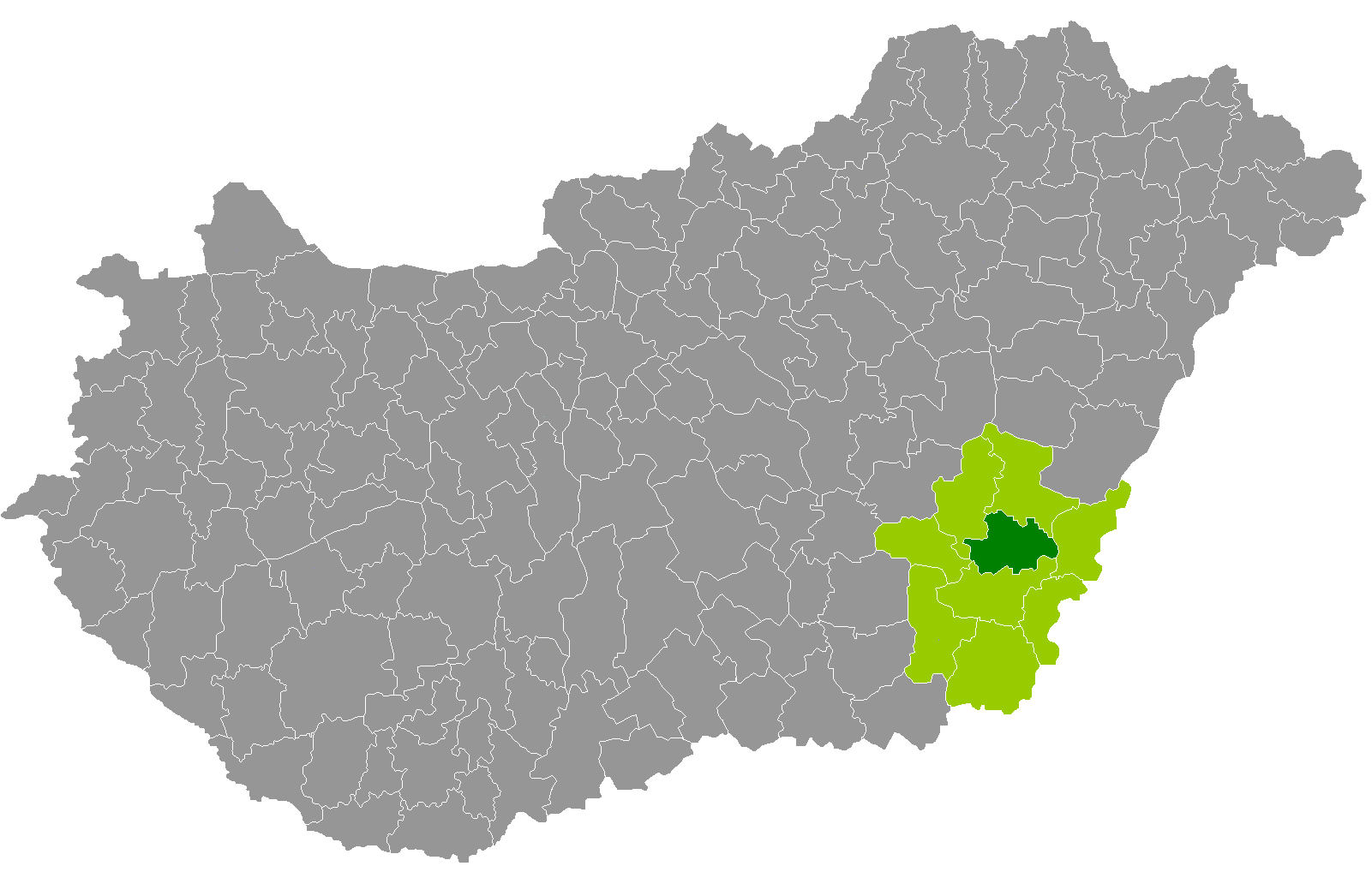

貝凱什區（匈牙利語：Békési járás），是匈牙利貝凱什州的一個区，位於該國東南部，区府設於貝凱什，面積525平方公里，2011年人口37,409，人口密度每平方公里71人。

## 市镇
貝凱什區包含两个城镇和5个村庄。